# Jan Antoni Strzelecki

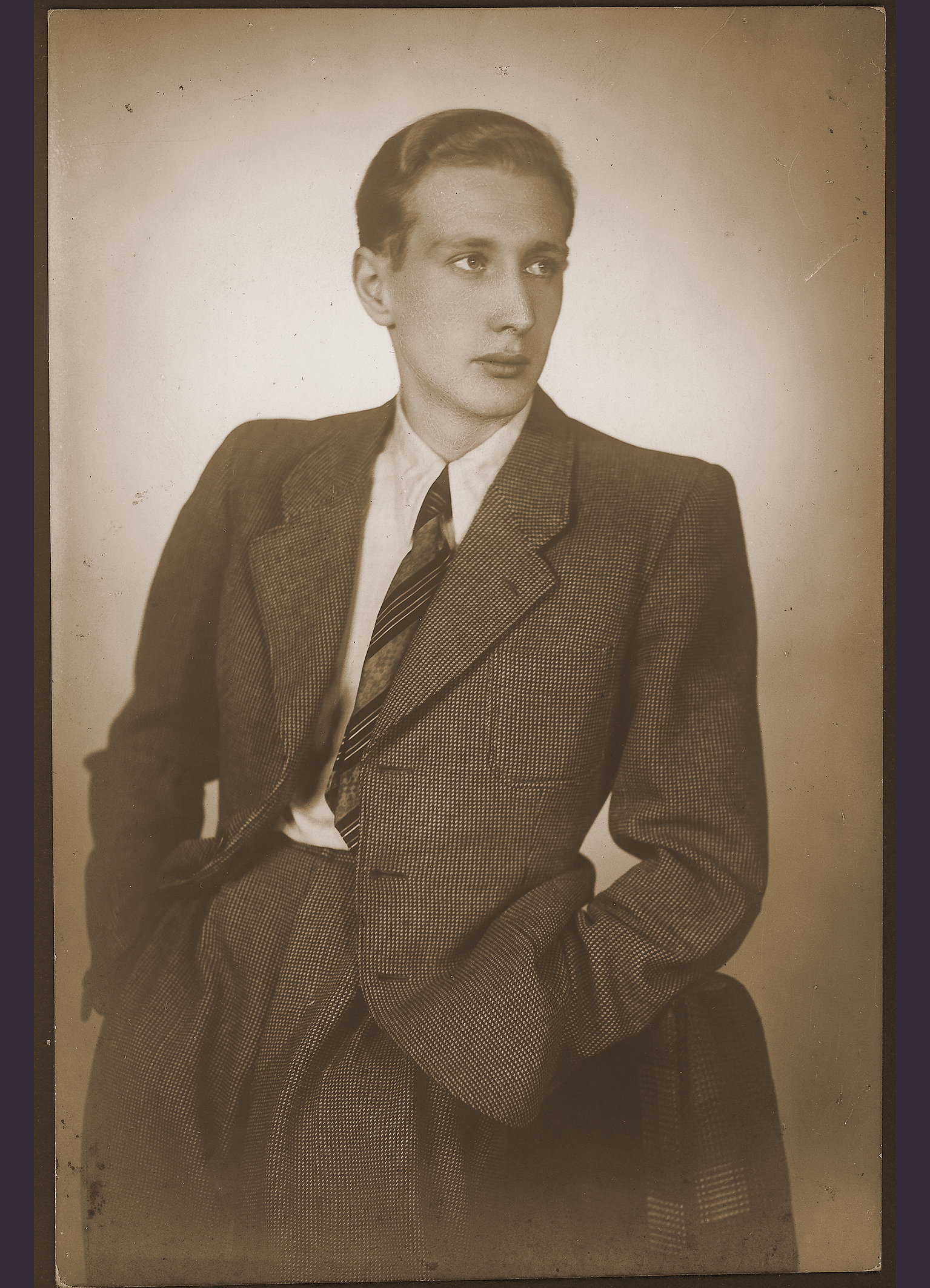
Młody Jan Antoni Strzelecki tuż przed maturą

Jan Antoni Strzelecki (ur. 10 stycznia 1918 w Sosnowcu, zm. 20 marca 2011 w Katowicach) – polski żołnierz, uczestnik kampanii wrześniowej, działacz społeczny.

## Rodowód
Był synem Konstantego Leona (przedwojennego podinspektora Policji Państwowej w Brześciu, komendanta obrony cywilnej Sosnowca w trakcie okupacji niemieckiej, zamordowanego w Mińsku Białoruskim) i Janiny Józefy z d. Juraszek (walczyła w wojnie 1920 roku w obronie Warszawy w Ochotniczej Legii Kobiet Wojska Polskiego). Jego dziadek Antoni Piotr Strzelecki był uczestnikiem powstania styczniowego.

## Życiorys
Po ukończeniu szkoły powszechnej rozpoczął naukę w Państwowym Gimnazjum im. Stanisława Staszica w Sosnowcu, gdzie w roku 1938 zdał egzamin maturalny.
Był harcerzem i zastępowym „Błękitnej Dwójki” – II Zagłębiowskiej Drużyny Harcerskiej. Od 29 września 1938 do 20 czerwca 1939 odbywał przeszkolenie wojskowe w Mazowieckiej Szkole Podchorążych w Zambrowie, które ukończył z wyróżnieniem. We wrześniu 1939 w stopniu podchorążego artylerii został skierowany do 23 pułku artylerii lekkiej w Będzinie, z którym przez Mikołów i Kraków trafił do Tomaszowa Lubelskiego. Był dowódcą II plutonu w 7 baterii. Brał udział między innymi w bitwie o Tychy i Wyry. W latach 1945–1965 pracował jako kierownik eksploatacyjny bazy w Zakładzie Transportu PSTBW Przedsiębiorstw Przemysłu Węglowego w Katowicach, a następnie w latach 1966–1976 w Centrali Zaopatrzenia Górnictwa i Energetyki w Katowicach jako referent do spraw transportu taśm przenośnikowych i materiałów posadzkowych w kopalniach aż do przejścia na emeryturę z uprawnieniami inwalidy wojennego.
Z wielkim zaangażowaniem działał na rzecz IV LO im. S. Staszica w Sosnowcu. W 1986 został współzałożycielem Fundacji Szkolnej im. S. Staszica. W 1992 z jego inicjatywy powstało Stowarzyszenie Wychowanków i Sympatyków Liceum, które działa do dziś w oddziałach sosnowieckim i warszawskim. Uczestniczył w wydaniu trzech ksiąg jubileuszowych opublikowanych z okazji 75., 90. i 100. rocznicy istnienia IV LO. Zgromadził i przekazał szkole bogate archiwum dokumentów i fotografii. Przez wiele lat każdego września przeprowadzał dla licealistów wychowawcze lekcje historii. W 80. rocznicę jego urodzin, w uznaniu zasług dla szkoły społeczność IV LO nadała mu tytuł Honorowego Patrona Szkoły. Był członkiem Związku Bojowników o Wolność i Demokrację oraz Związku Kombatantów i Osób Represjonowanych.
Zmarł 20 marca 2011 w wieku 93 lat. Został pochowany na Cmentarzu Ewangelickim w Warszawie.

## Dokonania
Autor Historii „Błękitnej Dwójki”, opracowania „Lista absolwentów, którzy zginęli za Polskę” oraz dokumentacji osobowej i bojowej 23 pal-u, przedłożonej dowództwu i Rządowi RP w Londynie a także Muzeum im. Generała Sikorskiego w Londynie.

## Odznaczenia
- Krzyż Kawalerski Orderu Odrodzenia Polski – 1981
- Medal „Za udział w wojnie obronnej 1939” – 1981
- Krzyż Kampanii Wrześniowej 1939 r. – 1985
- Złota Odznaka „Zasłużonemu w rozwoju województwa katowickiego” – 1984
- Odznaka honorowa „Za zasługi dla oświaty”
- Odznaka jubileuszowa za długoletnią pracę w górnictwie
- Odznaka „Zasłużony dla Miasta Sosnowca” – 2008[8].